# Gate Tower Building
Gate Tower Building (яп. ゲートタワービル) — 16-поверхова офісна будівля у місті Осака, Японія. Відома тим, що крізь неї проходить автомобільне шосе.

## Опис
Будівля циліндричної форми, побудована із залізобетону, в основі структури подвійне ядро. Дорога (частина системи Hanshin Expressway) проходить прямо через будівлю, займаючи простір з 5-го по 7-й поверхи включно. Ліфт, який курсує в будівлі, не робить зупинок на цих поверхах (після 4-го відразу йде 8-й). Шосе і будівля ніде не стикаються, в цьому сенсі шосе більше нагадує міст, прокладений крізь пролом в будинку, зі своїми власними опорами. Також стіни тунелю, в якому проходить шосе, мають необхідний рівень звукоізоляції. На даху Gate Tower Building розташований вертолітний майданчик.

## Історія створення
Правом власності на земельну ділянку ще з початку періоду Мейдзі володіла компанія, що займається деревиною та деревним вугіллям, але поступовий перехід на інші джерела палива привів до погіршення становища цієї компанії і занепад її будівель. У 1983 році було прийнято рішення про часткове знесення і реконструкції будівель, що знаходяться в цьому районі. Крім того, в цьому ж районі було заплановано будівництво шосе Hanshin Express. Однак діючі на той момент будівельні норми робили спорудження будівлі та дороги на одному і тому ж місці неможливим. Перемовини, що тривали протягом 5 років між власниками землі, компанією Hanshin Expressway corporation і міською владою призвели до реалізації поточного проекту.
З цієї причини в 1989 році були переглянуті місцеві закони про будівництво шосе, закони про міське планування, а також право про перепланування міста і містобудівні кодекси, щоб забезпечити багаторівневу дорожню систему Ріттал До-ро Сейдо (立体 道路 制度), що дозволяє об'єднувати будівлі і дорожню мережу в єдиному просторі. Ця система спочатку була розроблена для полегшення будівництва другої кільцевої автодороги в безпосередній близькості від токійського ділового округу Тораномон, але так і не була застосована там. Замість цього система була запущена при будівництві Gate Tower Building, яка стало першою будівлею в Японії з шосе, що проходить крізь нього. Дороги в таких випадках, як правило, будуються під землею, і проходження їх через будівлі надзвичайно рідкісне явище.